# チャンガの復讐
『チャンガの復讐』 (Chunga's Revenge) は、1970年10月23日にリリースされたフランク・ザッパの1970年代最初のアルバムである。元タートルズのヴォーカル・デュオであるフロ&エディ（Phlorescent Leech & Eddie）が初めて登場した。

## 概要
『チャンガの復讐』は、ザッパの歴史のなかでも賛否両論を呼んでおり、論争の的となっている時代のはじまりを告げる作品でもある。『チャンガの復讐』は、1960年代にマザーズ・オブ・インヴェンションとともに制作した時事的な政治風刺作品や『ホット・ラッツ』のようなジャズ・フュージョン的作品からの移行期にある作品ということができる。
この作品には、非常に幅広く折衷的な音源が収録されている。ギター・ジャムが2曲（「トランシルヴァニア・ブギ」と強烈なタイトル・トラック）、ブルース風のゆったりした曲（「ロード・レディズ」）、ジャズ風の間奏曲（『ホット・ラッツ』セッションから採られた「20本の短い葉巻」）、アヴァンギャルドなライヴ・インプロヴィゼーション（複数のパートからなる「ナンシー&マリー・ミュージック」。実は「キング・コング」からの抜粋）、いくつかのポップ・ナンバー（「テル・ミー・ユー・ラヴ・ミー」「ウッジュ・ゴー・オール・ザ・ウェイ?」「ルディーが一杯奢ってやるんだってよ」「可愛いいシャリーナ」）などである。ヴォーカル入りの曲は、いずれもセックスやグルーピーとの関わりを主題としている。
当初このアルバムの一部は、映画を飾ることを予定しており、LPとCDのいずれにおいても、ザッパはスリーヴで本作が完成間近の映画/アルバム『200モーテルズ』の予告編である旨を記している。しかし、最終的には使用されず、本作と『200モーテルズ』は直接の関係をもつものではなくなったが、アルバムのタイトルにもなっており、内ジャケットにイラストが書かれている、ホースを長い鼻に模した小さなジプシーの業務用電気掃除機のチャンガなどの要素が、映画に登場する。

## 収録曲
作詞・作曲はいずれもフランク・ザッパによる。
1. トランシルヴァニア・ブギ - "Transylvania Boogie" - 5:01
2. ロード・レディズ - "Road Ladies" - 4:10
3. 20本の短い葉巻 - "Twenty Small Cigars" - 2:17
4. ナンシー&マリー・ミュージック - "The Nancy and Mary Music" - 9:27
5. テル・ミー・ユー・ラヴ・ミー - "Tell Me You Love Me" - 2:33
6. ウッジュ・ゴー・オール・ザ・ウェイ? - "Would You Go All the Way?" - 2:29
7. チャンガの復讐 - "Chunga's Revenge" - 6:15
8. ザ・クラップ - "The Clap" - 1:23
9. ルディーが一杯奢ってやるんだってよ - "Rudy Wants to Buy Yez a Drink" - 2:44
10. 可愛いシャリーナ - "Sharleena" - 4:04

## クレジット
- フランク・ザッパ - ギター、ハープシコード、トムトム、ヴォーカル、condor
- マックス・ベネット - ベース
- ジョージ・デューク - オルガン、トロンボーン、エレクトリック・ピアノ、音響効果、ヴォーカル
- エインズレー・ダンバー - ドラム、タンブリン
- ジョン・ゲーリン - ドラム
- ドン・“シュガーケイン”・ハリス - オルガン
- ハワード・ケイラン（エディ） - ヴォーカル
- マーク・ヴォルマン（Phlorescent Leech） - ヴォーカル
- ジェフ・シモンズ - ベース、ヴォーカル
- イアン・アンダーウッド - オルガン、ギター、ピアノ、リズム・ギター、エレクトリック・ピアノ、アルト・サックス、テナー・サックス、パイプオルガン

### 製作
- プロデューサー - フランク・ザッパ
- エンジニア - スタン・アゴル、ロイ・ベイカー、ディック・クンツ、ブルース・マルゴリス
- プロダクション・アシスタント - ディック・バーバー
- アレンジャー - フランク・ザッパ
- カヴァー・デザイン - カル・シェンケル
- イラストレーション - カル・シェンケル
- 写真 - フィル・フランクス（表ジャケット）、ジョン・ウィリアムズ

## チャート
- 1970年 - ビルボード・ポップ・アルバム…119位